# Toshiya Sueyoshi
Toshiya Sueyoshi (末吉 隼也, Sueyoshi Toshiya) est un footballeur japonais né le 18 novembre 1987. Il évolue au poste de milieu de terrain.

## Biographie
Sueyoshi commence sa carrière professionnelle à l'Avispa Fukuoka. Avec ce club, il découvre la première division lors de l'année 2011.
Il est transféré en janvier 2013 au Sagan Tosu, équipe de J-League 1.